# 米子町
米子町（よなごまち）は、島根県松江市の町域。郵便番号は690-0885。

## 概要
同市の中心街に位置する。
南で京橋川越しに東本町, 西で同名の米子川越しに母衣町, および北と東で南田町の3町と隣接する。

## 世帯数と人口
2021年（令和3年）11月30日現在の世帯数と人口は以下の通りである。
| 町丁   | 世帯数 | 人口  |
| ------ | ------ | ----- |
| 米子町 | 73世帯 | 128人 |

## 小・中学校の学区
市立小・中学校に通う場合、学区は以下の通りとなる。
| 番地 | 小学校             | 中学校             |
| ---- | ------------------ | ------------------ |
| 全域 | 松江市立母衣小学校 | 松江市立第二中学校 |

## 施設
- 自性院
- セブンイレブン 松江米子町店

## 交通

### 鉄道
町内には通っていない。最寄り駅はJR山陰本線松江駅もしくは一畑電気鉄道松江しんじ湖温泉駅。

### バス
上記両駅より松江市営バス（ぐるっと松江レイクライン）および一畑バスで「鍛冶橋」,「日赤病院前」,「裁判所前」,「北殿町」等の停留所が利用可能。

### 道路
- 国道431号
- 島根県道260号本庄福富松江線

両者の交叉点は当町北東部の「米子町」である。